# Corymbichneumon convexius
Corymbichneumon convexius är en stekelart som först beskrevs av Morley 1916.  Corymbichneumon convexius ingår i släktet Corymbichneumon och familjen brokparasitsteklar.

## Underarter
Arten delas in i följande underarter:
- C. c. uluguricus
- C. c. usambarae
- C. c. meruensis
- C. c. njombicus
- C. c. jeanneli